# بام مارشال
بام مارشال (بالإنجليزية: Pam Marshall) هي منافسة ألعاب القوى أمريكية، ولدت في 16 أغسطس 1960 في Shorewood–Tower Hills–Harbert, Michigan ‏ في الولايات المتحدة.

## وصلات خارجية
- بام مارشال على موقع الاتحاد الدولي لألعاب القوى (الإنجليزية)
- بام مارشال على موقع أوليمبيديا (الإنجليزية)
- بام مارشال على موقع اللجنة الأولمبية الأسترالية (الإنجليزية)